# Битва під Кагулом (1574)
Битва під Кагулом сталася 10 червня 1574 року біля озера Кагул. Турецьке військо знищило молдавсько-козацьку армію господаря Івана Воде Лютого. Сам Іван був схоплений турками і страчений.
Після перемоги під Жиліштею військові дії Івана проти Османської Імперії були перенесені в Буджак, де знаходилися турецькі опорні пункти в Молдавії. Так козаки розгромили великий турецько-татарський загін, пішли на Бендери, зайняли посад, але фортеця встояла. Поблизу фортеці був знищений 10-тисячний турецький загін, надісланий на підмогу турецькому гарнізону. До Бендер, по Дністру, на 25 човнах прибули 600 козаків, надіслані з Польщі, на чолі з отаманом Покотилом. Іван Воде доручив їм зайняти Аккерман. Козаки взяли посад, але цитадель встояла, оскільки у козаків не було спорядження для штурму стін фортеці. З великою здобиччю загін повернувся назад.
Султан Селім був стривожений успіхами непокірного молдавського господаря. Турки зібрали нове військо і пішли на Молдавію з півдня, тоді як зі сходу вторглись їхні союзники татари. У цей час у колах молдавського боярства через невдоволення політикою Івана щодо зміцнення центральної влади назріла змова.
Під час військових дій було дуже важливо не допустити переправи турків через Дунай. Найзручнішим вважався Облучіський брід коло Ісакчі. Щоб зупинити турків, сюди був посланий молдавський загін на чолі з боярином Ієремією Чарнавічем, але він пішов на змову з ворогом і за хабар в 30 тис. золотих дозволив переправу, в той же час неправдивим донесенням ввів в оману господаря Молдови. Дезінформоване про чисельність військ противника, 35-тисячне молдавсько-козацьке військо попрямувало до Дунаю.

### Битва під Кагулом
9-14.6.1574 у боях біля Кагульського озера козацько-молдовські частини, через зраду хотинського баркалаба (коменданта) Ієремії Чарнавіча, були розбиті турецько-татарськими військами (200 тис. чол.).
Івоня давши Чарневичу 30 000 війська, наказав взяти фортецю Облачин та пильнувати переправу на Дунаї, можливо турки надумають повернутися, а сам розпустив змучене військовими діями військо по домівках.
Султан Селім II стягнув всі свої сили i 120 гармат. Івоня послав Ієремію Чарнавіча з 12 000 до Дунаю контролювати турецьке військо, а сам з військом відійшов вглиб країни відпочити і поповнити військові запаси. Ієремія підкуплений турками за 30 000 цехинів та зваблений обіцянками Петрила, не повідомив про перехід 200 000 турецького війська через Дунай. Коли військо переправилось він послав Івоні доповідь про переправлення тільки 30 000 війська. Свирговський попередив Івоню про неправильні показання та можливу зраду Ієремії, але Івоня мав до Ієремії довіру і вирішив 32 000 військом іти назустріч турецьким військам. Особливо Свирговський наголосив на кількості турецького війська, так як він зробив сам висновок про кількість війська.

### Взяття Свірчовським турецької варти
9 червня Івоня прибув з військом та став табором в 3 милях від ворожого табору. Свірчовський, який на прохання Івоні прибув з козаками, просив Івоню, щоб він стягнув війська в одне місце та попросив дати йому війська, щоб напасти на турецьку варту та взяти язика, щоб дізнатись про точну кількість війська. Івоня дав йому Веремяша з 6000 кінноти. Свірчовський напав на турецьку 6000 передову варту, розбив їх та взяв язика, який не дав їм правдивих даних, але Свирговський знав, що військо мусить бути в великій кількості, якщо така велика кількість варти була виставлена, він швидко послав гінця до Івоні, щоб він зробив підготування і щоб перевірив Чарнавіча. На що Івоня відповів: «Не потрібно боятися, я знаю кому можу довіряти».

## Хід битви
Івоня поділив своє військо на 30 частин. І перед кожною поставив великі гармати. Івоня, виїхавши на пагорб побачив, що турецьке військо перебільшує його сподівання, зрозумів, що Чарнавіч зрадив його, наказав Чарнавічу з'явитися до нього. Чарнавіч відповів, що не прийде, бо готовий до бою. Він мав в своєму розпорядженні 13 000 відбірної кінноти. Чарнавіч пішов у бій, при зустрічі з ворогом наказав знищити корогви, зняти шоломи і піддатись.

### 1-ий штурм
Турки прикриваючись волохами та по їх трупах пішли в наступ. Козаки взявши свою звичайну тактику, напали на турків з двох сторін. Турки почали втікати і намагались обійти та оточити військо, але Свірчовський криком наказав війську триматися разом та відходити до табору. Турки знову здійснили атаку, але військо відійшло до табору під прикриття гармат.

### Зрада хотинського баркалаба Ієремії Чарнавіча
При зустрічі з турецьким військом 12 000 всієї кінноти з Чарнавічем перейшли на сторону турків, підло зрадивши Господара. З помсти Івоня наказав 80 гармат направити на цю кінноту, деякі в паніці почали повертати назад і тоді турки відкрили по них також вогонь, і знищили всю кінноту з двох сторін вогнем.
Турки здійснили 2 атаки, які були відбиті гарматним вогнем зі сторони Івоні. Але потом пішов дощ і використовувати гармати було неможливо.
Турки вишикували 12 000 війська і пішли на волохів, яким вже нічим було прикриватись. Крім того з криком напали татари з свіжими військами. Волоське військо змушене було утікати. Турецько-татарське військо пішло в погоню за ними і вирізувало всіх. Після цього бою залишилось 250 козаків. Козаки зійшовши з коней разом з піхотою потягнули великі гармати. Івоня став табором в селі та зробив окопи, але помилкою його було те, що там не було води. Турецьке військо всіма силами взяло табір Івоні в облогу.

### 3-ій штурм
Турки розпочали 3-ій штурм, в результаті якого Івоня з 20 000 військом і 250 козаками змушений був відступати, вони змушені були залишити гармати, при цьому замінувавши їх і коли турки наблизились до них і хотіли використати, то вони вибухнули. Івоня, розклавши табір в безводному місці змушений був здатись туркам, вони, не дотримавшись укладеного договору, піддали його смерті.

### Облога під Рокшанами. Підлість турків та загибель Івоні
14 червня біля села Рошкани. Після 3 днів облоги, турки послали пропозицію здатися добровільно, Івоня довго вагався, але після поради з козаками та з військом, уклав умови з турками, де кожний з пашів присягнув честю сім разів: дати волю війську перейти через Дунай. Коли Івоня беззбройний виголосив останню промову до свого війська, турецький паша Капіюш зрадливо, не дотримуючись укладеної угоди, вдарив його мечем в лице та в живіт і тоді дав на розправу яничарам, які йому напівживому стяли голову та наказали прив'язати до двох верблюдів і розірвати.
Далі турки, не дотримуючись угоди, кинули свої війська на неготових до бою волохів та почали їх нищити як худобу, козаки з Свірчовським бачачи таке віроломство, кинулись до укріпленого табору, але турки запобігли їм і зайняли табір. Козаки зрозумівши, що виходу нема, вишикували військо і кинулись на турецьке військо, в цій останній битві полягли з 250 всі, крім 16, які були взятті в полон. Цей останній бій покрив Свірчовського та його козаків славою та блиском.
Козаки мали кращу долю, вони мужньо захищались завдаючи втрат ворогові, їх залишилось тільки 16 поранених та безсилих, при цьому писав Фредро, що своєю славою вони здобули в турків повагу цілій польській нації. Всі були взяті в полон: Козловський, Задорський, Янич, Залеський, Копитський, Рожковський, Соколовський, Либизовський, Чижовський, Садзінський і Гетьман Свірчовський. Гетьман використав своє перебування в Стамбульській в'язниці, він запам'ятав всі важливі місця і пізніше використав свої знання для морських походів на Стамбул. Всі вони були викуплені з часом, коли зібрали для них гроші, з полону.

## Значення битви
Селім II (син Роксолани), замордувавши так ганебно Івоню, зайняв всю Молдавію. Турки зайняли Волощину та Молдавію, почали ставити фортеці та мали далі намір на Покуття, а після Покуття і на Польщу.
За усними переказами: козаки врятували сина господара Івоні — Івана Серпагу, який пізніше став козацьким гетьманом і був знаний в Україні як Іван Підкова. Він як і його батько Івоня мав богатирську силу. Івоня міг тягнути гармату, яку тягнули 12 коней.

### Напад татар на Волинь
Турки скориставшись безкоролів'ям в Польщі та розгромленням Гетьмана за наказом Селіма, роблять грабіжницький напад на Волинь. Запорожці довідались про похід турків і повідомили Костянтина Острозького про те, що турки збирають сили і йдуть на Волинь. Острозький зібрав скільки міг козаків з Черкас, Києва, Канева разом з Запорожцями пішов навпроти ворога до устя Дніпра.

Олександр Ригельман (рос.): 
Крымцы стояли уже над Днепром; подползши к ним сквозь тростники и кустарники, козаки привели их в величайшее замешательство; но потом, увидев как малочисленно войско козацкое, они прогнали его, вторгнулись в Волынию и увели оттуда 55,340 пленников, способных к работе, 150,000 лошадей, 200,000 овец и 500,000 скота рогатого.
Богдан Ружинський зібрав козаків розсипаних після взяття Сверговського в полон, вони вибрали його Гетьманом і почав з ними походи на Крим, Малу Азію та Стамбул.
10 червня 1574 року відбулася битва коло Кагульского озера. Сили турків сильно перевершували молдовське військо. Перед боєм бояри-зрадники перейшли на бік турків. Після того, як дощ замочив порох і молдавські гармати було виведено з ладу, молдавське військо був змушене відступити. В долині біля села Рошкани сталася нова битва. Молдавсько-козацьке військо три дні (11—13 червня 1574 року) боронилося в повному оточенні. Нарешті Іван Воде вирішив здатися на умовах збереження життя собі та своїм воїнам, однак турецький паша наказав стратити господаря. Івану Воде Лютому відрубали голову, тіло його прив'язали до чотирьох верблюдів і розірвали на частини. Турки тоді напали на військо Івана та перебили більшість його вояків. 200 козаків спробували пробитися крізь лави ворога, але також майже всі загинули. Тих, хто потрапив у полон (у тому числі й гетьмана Свирговського) пізніше було викуплено польськими послами.
Пізніше татарський посол у Кракові повідомив, що турки під Кагулом втратили 8 тисяч, а татари 20 тисяч людей.
Новим правителем Молдавського князівства став Петро VI Кульгавий, а країна була розграбована татарами так, що пам'ять про це збереглася протягом багатьох років. Особливо постраждало межиріччя Прута і Дністра.